# Maciej Nakano
Maciej Nakano (ur. w Ōmura w Japonii; zm. 27 listopada 1619 w Nagasaki) – błogosławiony Kościoła katolickiego, japoński męczennik, ofiara prześladowań antykatolickich w Japonii.

## Życiorys
Maciej Nakano należał do Bractwa Różańcowego.
W Japonii w okresie Edo (XVII w.) doszło do prześladowań chrześcijan.
Maciej Nakano został ścięty 27 listopada 1619 w Nagasaki za to, że mieszkając na tej samej ulicy, w domu na której ukrywał się misjonarz Alfons de Mena nie doniósł władzom o miejscu jego pobytu. Tego samego dnia w Nagasaki stracono również wielu innych chrześcijan (m.in. pod tym samym zarzutem Macieja Kozasa i Romana Motoyama Myotarō).
Jego syn Dominik Nakano został męczennikiem w 1622 r.
Został beatyfikowany razem z synem w grupie 205 męczenników japońskich przez Piusa IX w dniu 7 lipca 1867 (dokument datowany jest 7 maja 1867).
Dniem jego wspomnienia jest 10 września (w grupie 205 męczenników japońskich).